# ناحیه اکس سیبل، شهرستان گراندی، ایلینوی
ناحیه اکس سیبل (به انگلیسی: Aux Sable Township) یک منطقهٔ مسکونی در ایالات متحده آمریکا است که در شهرستان گراندی، ایلینوی واقع شده‌است. ناحیه اکس سیبل ۱۶۸ متر بالاتر از سطح دریا واقع شده‌است.